# Lug (Tomislavgrad)
Lug es un pueblo de la municipalidad de Tomislavgrad, en Bosnia y Herzegovina.

## Superficie
Posee una superficie de 11,16 kilómetros cuadrados.

## Demografía
Hasta 2013 la población era de 243 habitantes.